# Подулшани
Подулшани (чеш. Podůlšany) је насељено мјесто са административним статусом сеоске општине (чеш. obec) у округу Пардубице, у Пардубичком крају, Чешка Република.

## Становништво
Према подацима о броју становника из 2014. године насеље је имало 160 становника.